# John Smithson
John Smithson é um produtor cinematográfico e produtor de televisão britânico. Como reconhecimento, foi nomeado ao Oscar 2011 na categoria de Melhor Filme por 127 Hours.